# ¡Dos!
¡Dos! – dziesiąty album amerykańskiej grupy Green Day, druga część wydawanej w 2012 roku trylogii ¡Uno!, ¡Dos!, ¡Tré!. Premiera odbyła się 9 listopada 2012 w Australii, 12 listopada 2012 w Wielkiej Brytanii oraz 13 listopada 2012 w Stanach Zjednoczonych.

## Temat i kompozycja
W rozmowie z Billie Joe Armstrongiem i Mikiem Dirntem, muzycy stwierdzili, że ¡Dos! miał mieć bardziej garażowe, trochę brudniejsze brzmienie. W przeciwieństwie do pozostałych dwóch albumów w trylogii, ten album zawiera trzynaście utworów zamiast dwunastu.Trzynasty utwór, „Amy”, został zadedykowany Amy Winehouse. Utwór „Nightlife”, nagrany z Lady Cobrą, jest jednym z wolniejszych i mroczniejszych utworów z trylogii.

## Wydanie i promocja
Trailer albumu został wydany w dniu 21 czerwca 2012 na kanale zespołu na YouTube. Green Day wydał również zapowiedzi piosenek „Stray Heart”, „Party Makeout”, „Wild One”, „Fuck Time”, „Lady Cobra” i „Nightlife” podczas wywiadu w BBC Radio One. W dniu 3 października 2012 roku, Green Day oficjalnie ogłosił listę utworów do albumu na swojej stronie internetowej. Piosenki „Stop When The Red Lights Flash”, „Amy” i „Nightlife” zostały wykorzystane w odcinku „Unspoken” CSI: Kryminalne zagadki Nowego Jorku obok „Kill the DJ” z ¡Uno! i „The Forgotten” z ¡Tre!. 
"Stop When Red Lights Flash” został wykorzystany także w grze Need for Speed: Most Wanted.

## Single
"Stray Heart” miał premierę w Idiot Nation, czyli oficjalnym fanklubie Green Day, w dniu 8 października 2012 roku i został zaprezentowany na BBC Zane Lowe's 1 Radio Show w tym samym dniu. Piosenka osiągnęła numer 68 na liście Billboard Japan Japan Hot 100 w październiku.

## Lista utworów
1. „See You Tonight” – 1:06
2. „Fuck Time” – 2:45
3. „Stop When the Red Lights Flash” – 2:26
4. „Lazy Bones” – 3:34
5. „Wild One” – 4:19
6. „Makeout Party” – 3:14
7. „Stray Heart” – 3:44
8. „Ashley” – 2:50
9. „Baby Eyes” – 2:22
10. „Lady Cobra” - 2:05
11. „Nightlife” (feat. Lady Cobra) – 3:04
12. „Wow! That's Loud” – 4:27
13. „Amy” – 3:25